# Луис Хамилтон
Сер Луис Карл Дејвидсон Хамилтон (енгл. Lewis Carl Davidson Hamilton; Стивениџ, 7. јануар 1985) британски је возач Формуле 1, који тренутно вози за Ферари.  Седмоструки је светски шампион и сматра се најбољим возачем своје генерације и једним од најбољих свих времена. Каријеру у Формули 1 почео је 2007. године у Мекларену, са којим је 2008. освојио прву титулу. Године 2013. прешао је у Мерцедес, са којим је освојио двије титуле заредом, 2014. и 2015. Након што је 2016. завршио иза тимског колеге Ника Розберга, освојио је четири титуле заредом 2017, 2018 , 2019 и 2020. Возач је са највише победа и пол позиција у историји Формуле 1.

## Биографија
Хамилтонов деда доселио се у Уједињено Краљевство 1955. године из Гренаде. 
Име је добио по чувеном атлетичару Карлу Луису и има црни појас у каратеу.

## Почетак ауто-мото каријере
Први картинг добио је од свог оца Ентонија, који је радио три посла да би омогућио Луису возачку каријеру. Од 1993. до 2000. такмичи се у разним категоријама картинг серија. Хамилтон је упознао Рона Дениса, власника Мекларен Мерцедеса, када је имао девет година. Неколико година касније, Рон Денис га је примио у Мекларенов развојни програм с намером да од њега направи возача формуле 1. Године 2001. дебитује у формули Рено (British Formula Renault Winter Series) и сезону завршава као пети у укупном поретку.  Године 2002. одвозио је целу сезону формуле Рено са Манор мотоспортом и завршава је на трећем месту са три победе и три пол позиције. У сезони 2003. остаје са Манор мотоспортом и осваја титулу са десет победа и 419 поена. Године 2004. прелази у формулу 3 и пласира се на пето место, а сезону 2005. доминантно завршава као првак са 15 победа. У сезони 2006. побеђује у ГП 2 серијама после чега му се отвара место у Мекларену које је остало упражњено одласком Хуана Пабла Монтоје у Наскар такмичење.

## Формула 1
По доласку Алонса у Макларен за сезону 2007. кандидати за другог возача били су Хамилтон, Де ла Роса и Мика Хакинен. На крају је одлучено да други возач ипак буде Хамилтон и то му је саопштено у септембру 2006.
Дебитовао је на Великој награди Аустралије када се пење на победничко постоље као трећи. И у наредних осам трка успевао је да стигне до подијума, а на Великој награди Канаде осваја и прво место. У току сезоне постаје један од најјачих кандидата за титулу. На последњу трку стиже као водећи возач по бодовима. Међутим, због неколико грешака и проблема са возилом омогућава Раиконену да победом у трци освоји шампионску титулу са разликом од само једног бода. Хамилтон тиме остаје други, но ипак испред много искуснијег тимског колеге Алонса, који је претходне две године освајао шампионску титулу.
Сезону 2007. је обележила напетост односа између тадашњег двоструког светског првака Алонса и Хамилтона. Својим потезима на стази ова два возача су показали тешкоће у сарадњи, будући да су возили за исти тим. Поред тога, Макларен је потресла и шпијунска афера јер се појавио током сезоне податак да су подаци из њиховог непосредног противника у борби за оба наслова (Ферари) дошли у посед радника Мекларена. Након бурне сезоне, као епилог напетости између Алонса и Хамилтона с једне стране те напетости између Ферарија и Мекларена са друге стране, Мекларену је одузет пласман у поретку конструктора те је наслов победника конструктора, након спроведене истраге од надлежних тела у формули 1, припао Ферарију. На крају сезоне, Алонсо је напустио Макларен после само годину дана ангажмана за британски тим.
Оно што није успео у сезони 2007, успео је у сезони 2008. Своју прву титулу у Формули 1 освојио је са своје 23 године и тако постао тадашњи најмлађи шампион Формуле 1. Разлика између њега и другопласираног Фелипеа Масе је била само бод у његову корист. Након ове победе изјавио је да би желео да своју целу каријеру проведе у Мекларену.
Сезону 2009. вози за Мекларен а тимски колега му је Хеики Ковалаинен. Од 2010. до 2012. тимски колега му је шампион из 2009. године Џенсон Батон. Од 2013. вози за Мерцедес а колега му је Нико Розберг. У сезони 2014. осваја свој други наслов у каријери. Наслов је одбранио у сезони 2015. 2016. губи титулу од свог клубског колеге Ника Розберга. У сезонама које су уследиле (2017, 2018, 2019 и 2020) осваја 4 узастопне шампионске титуле.

## Поређење са тимским колегама у Формули 1
Хамилтон је у својој каријери забележио бољи резултат од свих својих колега (Алонса, Ковалаинена, Батона и Розберга уз напомену да су Алонсо, Батон и Розберг светски прваци) у свим сезонама осим 2011. године и 2016. године, када је у коначном поретку сезону завршио иза својих тадашњих тимских колега Џенсона Батона и Ника Розберга. У сезони 2007. је освојио исти број бодова као Алонсо али је у коначном поретку завршио испред њега због укупног успеха у тој години.

### Потпуни попис остварења у Формули 1
Трке записане дебелим словима значе да је на тој трци освојио пол позицију.) (Трке записане косим словима значе да је на тој трци остварио најбржи круг трке.)
| Сезона | Тим      | Шасија                 | Погонска јединица            | Гуме | 1.      | 2.      | 3.     | 4.      | 5.      | 6.      | 7.      | 8.      | 9.      | 10.     | 11.    | 12.     | 13.     | 14.     | 15.     | 16.     | 17.     | 18.     | 19.     | 20.     | 21.    | 22.    | Бодови | Место |
| ------ | -------- | ---------------------- | ---------------------------- | ---- | ------- | ------- | ------ | ------- | ------- | ------- | ------- | ------- | ------- | ------- | ------ | ------- | ------- | ------- | ------- | ------- | ------- | ------- | ------- | ------- | ------ | ------ | ------ | ----- |
| 2007.  | Мекларен | McLaren MP4-22         | Mercedes-Benz FO 108T 2.4 V8 | B    | AUS 3   | MAL 2   | BHR 2  | ŠPA 2   | MON 2   | KAN 1   | SAD 1   | FRA 3   | VBR 3   | EUR 9   | MAĐ 1  | TUR 5   | ITA 2   | BEL 4   | JAP 1   | KIN Оду | BRA 7   |         |         |         |        |        | 109    | 2.    |
| 2008.  | Мекларен | McLaren MP4-23         | Mercedes-Benz FO 108V 2.4 V8 | B    | AUS 1   | MAL 5   | BHR 13 | ŠPA 3   | TUR 2   | MON 1   | KAN Оду | FRA 10  | VBR 1   | NJE 1   | MAĐ 5  | EUR 2   | BEL 3   | ITA 7   | SIN 3   | JAP 12  | KIN 1   | BRA 5   |         |         |        |        | 98     | 1.    |
| 2009.  | Мекларен | McLaren MP4-24         | Mercedes-Benz FO 108W 2.4 V8 | B    | AUS ДИС | MAL 7‡  | KIN 6  | BHR 4   | ŠPA 9   | MON 12  | TUR 13  | VBR 16  | NJE 18  | MAĐ 1   | EUR 2  | BEL Оду | ITA 12† | SIN 1   | JAP 3   | BRA 3   | ABU Оду |         |         |         |        |        | 49     | 5.    |
| 2010.  | Мекларен | McLaren MP4-25         | Mercedes-Benz FO 108X 2.4 V8 | B    | BHR 3   | AUS 6   | MAL 6  | KIN 2   | ŠPA 14† | MON 5   | TUR 1   | KAN 1   | EUR 2   | VBR 2   | NJE 4  | MAĐ Оду | BEL 1   | ITA Оду | SIN Оду | JAP 5   | KOR 2   | BRA 4   | ABU 2   |         |        |        | 240    | 4.    |
| 2011.  | Мекларен | McLaren MP4-26         | Mercedes-Benz FO 108Y 2.4 V8 | P    | AUS 2   | MAL 8   | KIN 1  | TUR 4   | ŠPA 2   | MON 6   | KAN Оду | EUR 4   | VBR 4   | NJE 1   | MAĐ 4  | BEL Оду | ITA 4   | SIN 5   | JAP 5   | KOR 2   | IND 7   | ABU 1   | BRA Оду |         |        |        | 227    | 5.    |
| 2012.  | Мекларен | McLaren MP4-27         | Mercedes-Benz FO 108Z 2.4 V8 | P    | AUS 3   | MAL 3   | KIN 3  | BHR 8   | ŠPA 8   | MON 5   | KAN 1   | EUR 19† | VBR 8   | NJE Оду | MAĐ 1  | BEL Оду | ITA 1   | SIN Оду | JAP 5   | KOR 10  | IND 4   | ABU Оду | SAD 1   | BRA Оду |        |        | 190    | 4.    |
| 2013.  | Мерцедес | Mercedes F1 W04        | Mercedes-Benz FO 108Z 2.4 V8 | P    | AUS 5   | MAL 3   | KIN 3  | BHR 5   | ŠPA 12  | MON 4   | KAN 3   | VBR 4   | NJE 5   | MAĐ 1   | BEL 3  | ITA 9   | SIN 5   | KOR 5   | JAP Оду | IND 6   | ABU 7   | SAD 4   | BRA 9   |         |        |        | 189    | 4.    |
| 2014.  | Мерцедес | Mercedes F1 W05 Hybrid | Mercedes-Benz PU106A 1.6 V6t | P    | AUS Оду | MAL 1   | BHR 1  | KIN 1   | ŠPA 1   | MON 2   | KAN Оду | AUT 2   | VBR 1   | NJE 3   | MAĐ 3  | BEL Оду | ITA 1   | SIN 1   | JAP 1   | RUS 1   | SAD 1   | BRA 2   | ABU 1   |         |        |        | 384    | 1.    |
| 2015.  | Мерцедес | Mercedes F1 W06 Hybrid | Mercedes-Benz PU106B 1.6 V6t | P    | AUS 1   | MAL 2   | KIN 1  | BHR 1   | ŠPA 2   | MON 3   | KAN 1   | AUT 2   | VBR 1   | MAĐ 6   | BEL 1  | ITA 1   | SIN Оду | JAP 1   | RUS 1   | SAD 1   | MEX 2   | BRA 2   | ABU 2   |         |        |        | 381    | 1.    |
| 2016.  | Мерцедес | Mercedes F1 W07 Hybrid | Mercedes-Benz PU106C 1.6 V6t | P    | AУС 2   | БАХ 3   | КИН 7  | РУС 2   | ШПА Оду | МОН 1   | КАН 1   | ЕВР 5   | АУТ 1   | ВБР 1   | МАЂ 1  | НЕМ 1   | БЕЛ 3   | ИТА 2   | СИН 3   | МАЛ Оду | ЈАП 3   | САД 1   | МЕК 1   | БРА 1   | АБУ 1  |        | 380    | 2.    |
| 2017.  | Мерцедес | Mercedes W08           | Mercedes M08 1.6 V6 t        | P    | AUS 2   | KIN 1   | BHR 2  | RUS 4   | ŠPA 1   | MON 7   | KAN 1   | AZE 5   | AUT 4   | VBR 1   | MAĐ 4  | BEL 1   | ITA 1   | SIN 1   | MAL 2   | JAP 1   | SAD 1   | MEK 9   | BRA 4   | ABU 2   |        |        | 363    | 1.    |
| 2018.  | Мерцедес | Mercedes W09           | Mercedes M09 1.6 V6 t        | P    | AUS 2   | BHR 3   | KIN 4  | AZE 1   | ŠPA 1   | MON 3   | KAN 5   | FRA 1   | AUT Оду | VBR 2   | NEM 1  | MAĐ 1   | BEL 2   | ITA 1   | SIN 1   | RUS 1   | JAP 1   | SAD 3   | MEK 4   | BRA 1   | ABU 1  |        | 408    | 1.    |
| 2019.  | Мерцедес | Mercedes W10           | Mercedes M10 1.6 V6 t        | P    | AUS 2   | BHR 1   | KIN 1  | AZE 2   | ŠPA 1   | MON 1   | KAN 1   | FRA 1   | AUT 5   | VBR 1   | NEM 9  | MAĐ 1   | BEL 2   | ITA 3   | SIN 4   | RUS 1   | JAP 3   | MEK 1   | SAD 2   | BRA 7   | ABU 1  |        | 413    | 1.    |
| 2020.  | Мерцедес | Mercedes W11           | Mercedes M11 1.6 V6 t        | P    | AUT 4   | ŠTА 1   | MAĐ 1  | VBR 1   | 70G 2   | ŠPA 1   | BEL 1   | ITA 7   | TOS 1   | RUS 3   | АЈF 1  | POR 1   | EMI 1   | TUR 1   | BAH 1   | SAK/    | ABU 3   |         |         |         |        |        | 347    | 1.    |
| 2021.  | Мерцедес | Mercedes W12           | Mercedes M12 E 1.6 V6 t      | P    | БАХ 1.  | ЕМИ 2.  | ПОР 1. | ШПА 1.  | МОН 7.  | АЗЕ 15. | ФРА 2.  | ШТА 2.  | АУТ 4.  | ВБР 1.  | МАЂ 2. | БЕЛ 3.  | ХОЛ 2.  | ИТА Оду | РУС 1.  | ТУР 5.  | САД 2.  | МЕК 2.  | БРА 1.  | КАТ 1.  | САУ 1. | АБУ 2. | 387.5  | 2.    |
| 2022   | Мерцедес | Mercedes W13           | Mercedes M13 E 1.6 V6 t      | P    | БАХ 3.  | САУ 10. | АУС 4. | ЕМИ 13. | МАЈ 6.  | ШПА 5.  | МОН 8.  | АЗЕ 4.  | КАН 3.  | ВБР 3.  | АУТ 3. | ФРА 2.  | МАЂ 2.  | БЕЛ Оду | ХОЛ 4.  | ИТА 5.  | СИН 9.  | ЈАП     | САД     | МЕК     | БРА    | АБУ    | 170*   | 6.*   |

* Сезона у току.
† Уврштен у поредак јер је завршио 90% трке пре него што је одустао.
‡ На трци су сви освајачи бодова добили двоструко мање бодова него по редовним правилима, будући да није одвезена цела трка, а при чему је одвезено најмање 75% трке.